# Parachutisten-Pantserkorps Hermann Göring
Het Duitse Parachutisten-Pantserkorps Hermann Göring (Duits: Generalkommando Fallschirm-Panzerkorps Hermann Göring) was een Duits legerkorps van de Wehrmacht tijdens de Tweede Wereldoorlog. Het korps kwam alleen in actie aan het oostfront. 

## Krijgsgeschiedenis

### Oprichting
Het Parachutisten-Pantserkorps Hermann Göring werd op 1 oktober 1944 opgericht uit de Parachutisten-Pantserdivisie Hermann Göring. Dit gebeurde op de plaats waar de divisie op dat moment was, aan de Weichsel, tussen Warschau en Modlin. Deze divisie was eigenlijk onhandelbaar groot geworden en werd nu opgesplitst in de Parachutisten-Pantserdivisie 1 Hermann Göring en de Parachutisten-Pantsergrenadierdivisie 2 Hermann Göring. Het korps vormde hiervan de leiding. 

### 1944
Op 13 oktober 1944 beschikte het korps over de Parachutisten-Pantserdivisie 1 HG en Panzerbrigade 101. Nog tijdens de oprichting, werd het korps al in actie gebracht. Op 16 oktober had het 3e Wit-Russische Front zijn Goldap-Gumbinnen Operatie gestart. Aangezien het gevaar van een directe aanval op Königsberg aanwezig was, greep het 4e Leger in. Met behulp van het korps werd tussen 22 en 24 oktober een tegenaanval ingezet en werden de Sovjets rond Gumbinnen teruggeslagen. Van november 1944 tot januari 1945 bleef het korps in stelling zuidoostelijk van Gumbinnen. Op 5 en 26 november 1944 stonden onder bevel beide kerndivisies, de Parachutisten-Pantserdivisie 1 HG en de Parachutisten- Pantsergrenadierdivisie 2 HG.

### 1945
Op 13 januari 1945 startte het Rode Leger zijn Oost-Pruisenoffensief. Het korps lag nog steeds in hetzelfde gebied en beschikte over de Parachutisten- Pantsergrenadierdivisie 2 HG en de 61e Volksgrenadierdivisie met Parachutisten-Pantserdivisie 1 HG in reserve. De eerste dagen van het offensief werd het korps niet echt aangevallen, en daarom werd Parachutisten-Pantserdivisie 1 HG onder bevel gesteld van Pantserkorps Großdeutschland en verplaatst naar het zuiden richting Radom en Lodz. Het korps werd hier stevig door verzwakt. Echter, tot 21 januari bleef het korps in zijn stellingen alleen de 61e Volksgrenadierdivisie werd op de linkervleugel deels aangevallen. Daarna pas werd het korps gedwongen zich terug te trekken, aangezien de flanken in de lucht hingen. Via Insterburg - Wehlau – Heilsberg – Braunsberg nach Heiligenbeil. Hier werd het korps samengedrukt met de rest van het 4e Leger in de Heiligenbeil Pocket. Op 1 maart 1945 beschikte het korps hier over de Parachutisten- Pantsergrenadierdivisie 2 HG, Pantsergrenadierdivisie Großdeutschland, de 50e Infanteriedivisie en de 562e Volksgrenadierdivisie. Op 25 maart 1945 werden de resten van het korps vanaf Balga en Kahlholz over het Frische Haff naar Pillau geëvacueerd. Vanaf daar volgde transport over zee naar  Swinemünde, Wismar en delen zelfs naar Denemarken. Het korps had meer dan 75% van zijn sterkte verloren sinds midden januari. Het korps werd vervolgens in april naar Saksen getransporteerd. 

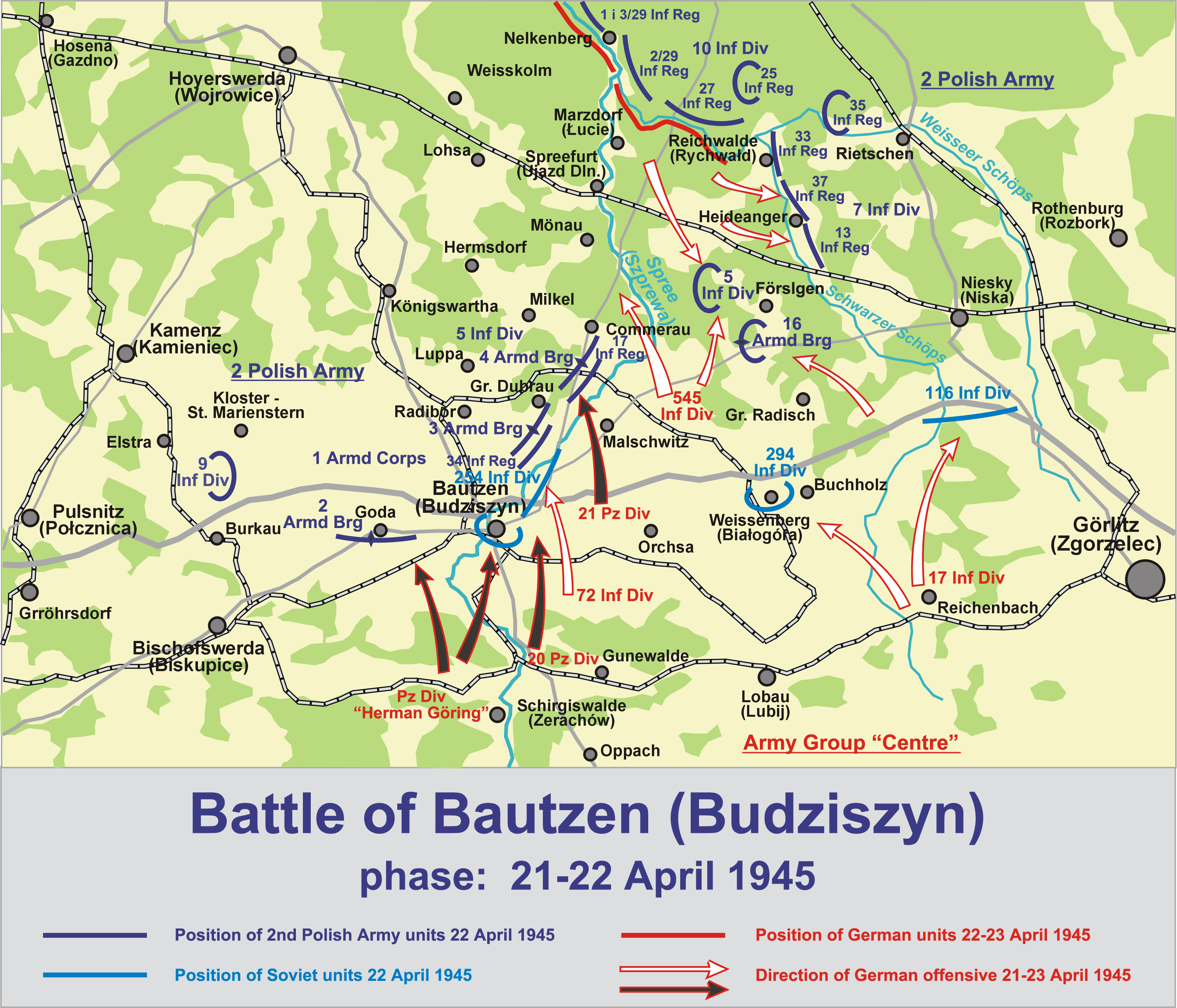
Slag om Bautzen, 1e fase

Op 17 april lag het korps in stelling tussen Spremberg-Weisswasser-Niesky, als deel van het 4e Pantserleger, beschikkend over de Führer-Begleit-Divisie, Pantsergrenadierdivisie Brandenburg en de 545e en 615e Infanteriedivisie. De uit Heiligenbeil komende Parachutisten- Pantsergrenadierdivisie 2 HG werd opgefrist en naar omgeving Dresden gestuurd en daar verenigd met de Parachutisten-Pantserdivisie 1 HG die via Polen daar gekomen was. Met aanvulling ook nog van de 20e Pantserdivisie, werd tussen 21 en 28 april een succesvolle ontzettingsaanval uitgevoerd naar Bautzen. En vervolgens voerde het korps nog een gedurfde aanval uit bij Königsbrück en sloeg daar bloedig enkele Sovjet tankonderdelen terug, die richting Dresden oprukten. Tot 8 mei volgden defensieve gevechten rond Dresden. Op 7 mei 1945 beschikte het korps nog over de Parachutisten-Pantserdivisie 1 HG en de Parachutisten- Pantsergrenadierdivisie 2 HG, Divisie Lüdecke en Divisie Dresden. Bij het bekendmaken van de algehele Duitse capitulatie, probeerden vele eenheden van het korps richting Amerikaanse linies te gaan, om zich daar over te geven.  Dat mislukte grotendeels.

Het Parachutisten-Pantserkorps Hermann Göring capituleerde bij Geising op 8 mei 1945 en ging in Sovjet gevangenschap.

## Bovenliggende bevelslagen
| Leger              | Legergroep         | Plaats/regio               | Begin           | Eind            |
| ------------------ | ------------------ | -------------------------- | --------------- | --------------- |
| 3. Panzerarmee     | Heeresgruppe Mitte | Litouwen                   | 1 oktober 1944  | oktober 1944    |
| 4. Armee           | Heeresgruppe Mitte | Oost-Pruisen               | november 1944   | 25 januari 1945 |
| 4. Armee           | Heeresgruppe Mitte | Oost-Pruisen, Heiligenbeil | 25 januari 1945 | maart 1945      |
| direct onder bevel | OKH                | Saksen                     | april 1945      | april 1945      |
| 4. Panzerarmee     | Heeresgruppe Mitte | Saksen, Ertsgebertgte      | april 1945      | 8 mei 1945      |

## Commandanten

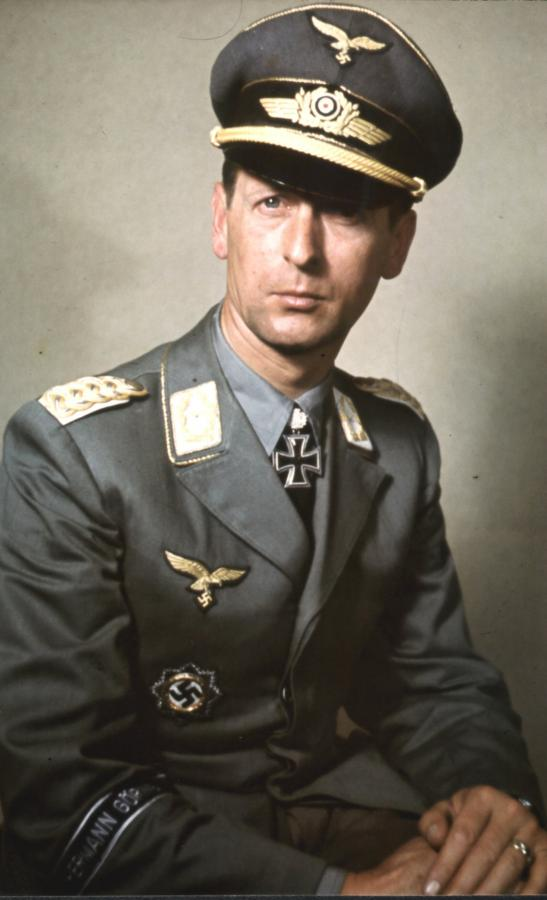
Generalleutnant Wilhelm Schmalz

| Rang                                                 | Naam            | Begin          | Eind       |
| ---------------------------------------------------- | --------------- | -------------- | ---------- |
| Generalmajor Generalleutnant (vanaf 30 januari 1945) | Wilhelm Schmalz | 4 oktober 1944 | 8 mei 1945 |